# Heteropora chilensis
Heteropora chilensis is een mosdiertjessoort uit de familie van de Heteroporidae. De wetenschappelijke naam van de soort is voor het eerst geldig gepubliceerd in 1973 door Moyano.